# Буржуазия

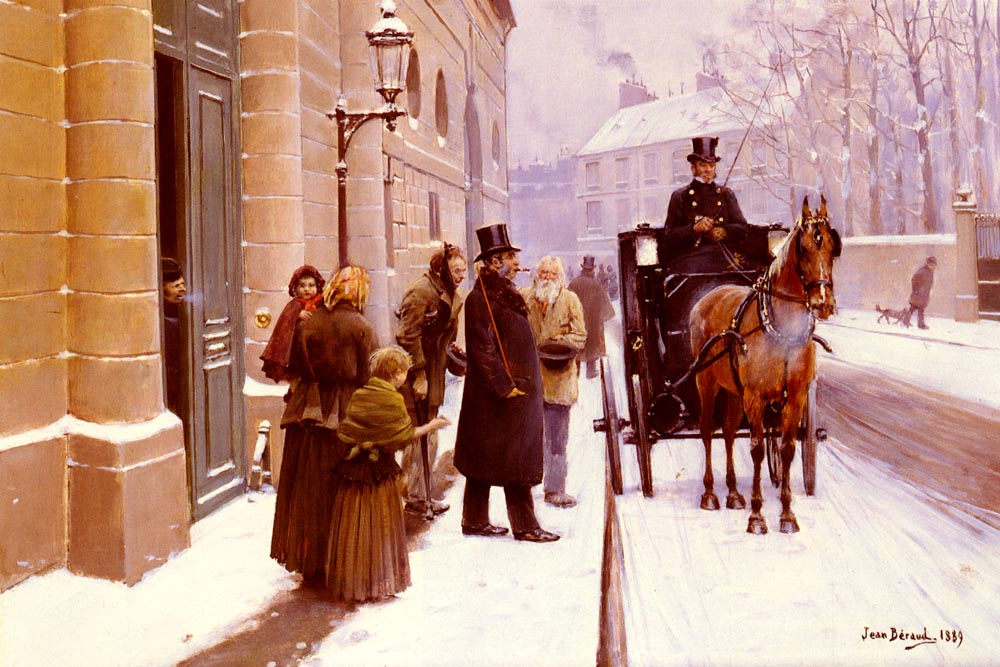
«Выезд буржуа». Жан Беро, 1889

Буржуази́я (фр. bourgeoisie от фр. bourg; ср. нем. Burg — за́мок) — социальный класс, владеющий капиталом (в форме денег, средств производства, земли, патентов или иного имущества) и существующий за счёт доходов от этой собственности, в том числе в форме прибыли от предпринимательской деятельности.
Исторически французское слово «буржуа» (фр. bourgeois — «горожанин»), родственное немецкому слову бюргер, в русском языке нередко переводили как «мещанин» (от праслав. мѣсто — «город»), например, как в названии пьесы Мольера «Мещанин во дворянстве» (фр. «Le bourgeois gentilhomme»). В современном русском языке «буржуа» воспринимается скорее как предприниматель или капиталист. Исходя из этого, к буржуазии причисляли и всё купечество (включая внегородское), в то время как значительная доля собственно мещан являлась наёмными работниками и не владела доходным имуществом.
В конце XX — начале XXI века термин «буржуазия» перестаёт использоваться в социальных науках и заменяется другими, более нейтральными вариантами: «средний класс» (англ. middle class), «экономическая элита» (англ. economic elite), «работодатели» (англ. employers) и другими. Также это связано со стиранием грани между «классическим капиталистом» и наёмным менеджером (поскольку менеджеры зачастую получают бонусы в форме пакетов акций компании, в которой работают). Образ «буржуа» в литературе XIX—XX веков был обычно отрицательным. Сами термины «буржуа», «буржуазный» в массовом сознании приобрели негативный характер. Использование эвфемизмов позволило не ассоциировать эти образы с современными предпринимателями.

## История

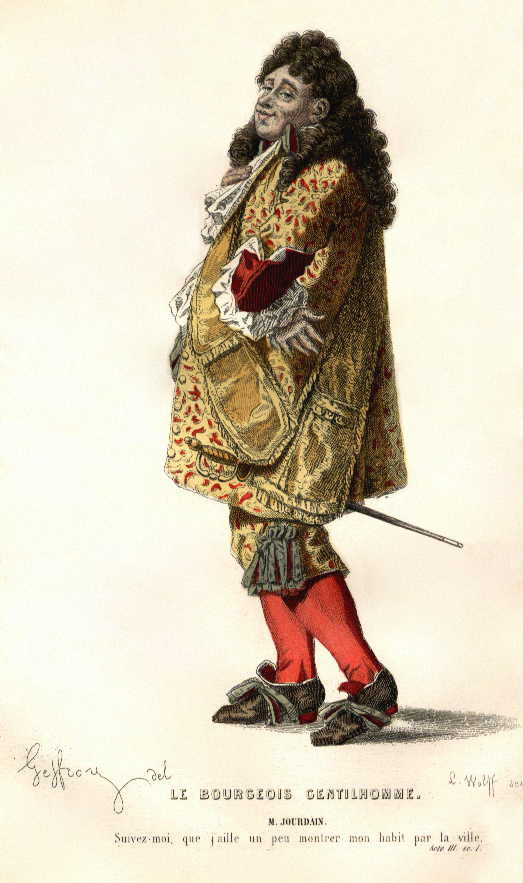
«Мещанин во дворянстве»
(иллюстрация)

Уже в начале средневековья произошло разделение на горожан и крестьян. В тот период «бурги» были городами с укреплениями в виде сплошной стены и военным гарнизоном. Изначально буржуазией называли жителей городов, противопоставляя их намного превосходящему по численности сельскому населению. Но в экономико-политическом контексте до XI века разница между жителями городов и сельской местности была невелика — над ними была власть сеньора. Постепенно начинается получение городскими общинами юридической и экономической самостоятельности (см. также Магдебургское право). Их делили на два класса: коммуны (жители имели не только обособленные гражданские права, но и политическую независимость через выборное самоуправление — знаками коммуны были ратуша, каланча, колокол, печать, позорный столб и виселица) и города буржуазии (только оговорённые экономические и гражданские права, без самоуправления). Главным было экономическое освобождение от тесных средневековых регламентов — натуральное хозяйство превращалось в товарное производство. При этом буржуазия не стремилась к смене социального устройства как такового. Города во многом копировали феодальные отношения вассалитета как в коммунальных хартиях (грамотах) относительно своих сеньоров, так и стремясь быть сеньорами относительно населения близлежащих территорий, могли отдавать поместья в феод, заключали союзы. Разбогатевшие буржуа стремились в дворянство: становились землевладельцами, покупали общественные должности ради права получить дворянское звание.
Постепенно термин «буржуазия» приблизился по своему значению к термину «Третье сословие» (духовенство, дворянство и буржуазия), но уже в XV веке проявляется в более узком смысле — обозначение зажиточных горожан, которые были представлены на Генеральных штатах.
В XVI веке череда Великих географических открытий значительно ускорила разложение феодализма по всей Европе и буржуазия стала наиболее социально активной частью населения, выступала инициатором и активным участником кардинальных перемен. Нидерландская революция (1566—1648 годы) стала первой из череды потрясений, приводивших к разрушению феодальной власти. Многие историки, и в том числе Иммануил Валлерстайн, позитивно оценивают роль буржуазии на этом историческом этапе, как передового, прогрессивного социального класса.

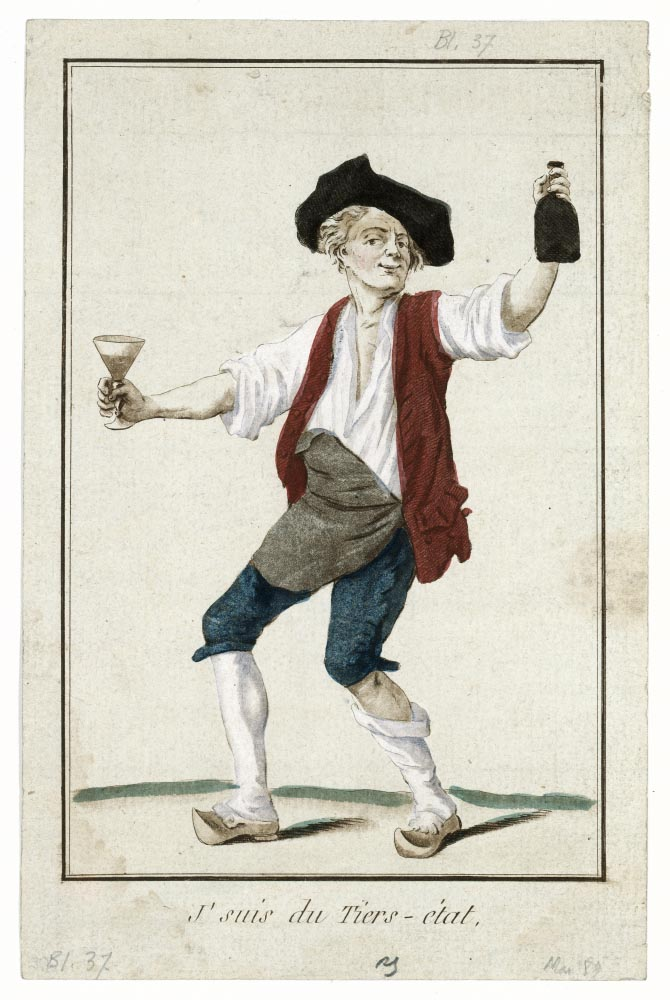
«Я — из третьего сословия!»
(раскрашенный офорт конца XVIII века).

Социальная структура буржуазии была изначально очень неоднородной. В составе буржуазии средневековых Франции, Италии, Нидерландов — и богатые мастера, и бедные подмастерья, и рабочие цехов, и ростовщики, и купцы, и «свободные профессии», источник дохода которых оплата за их услуги (лечение, обучение) или искусство (картины, литература).
Постепенно большинство дворян перестали обладать экономическими ресурсами, но сохраняли политическое влияние. Буржуазия же обладала огромными экономическими и интеллектуальными ресурсами. В начале XVII века Франция получала с привилегированных граждан (дворян и духовенства) 23 % доходов казны, а с третьего сословия — 77 %. К концу XVIII века (перед революцией) духовенство платило в виде налогов не более 1/4, дворянство — около 1/6, а третье сословие — 2/3 своих доходов. При этом в политическом отношении буржуазия была ничтожна. В лице Вольтера, Руссо, Дидро и других буржуазия требовала как гражданского равенства, так и политических возможностей. В Европе окончательно сформировалось буржуазное мировоззрение, основанное на рационализме, не признающее сословных привилегий, проповедующее договорные отношения как базу не только в хозяйственных, но и политических вопросах (общественный договор). Буржуазия возглавляла и направляла развитие общества, выступала против «старого порядка». Великая французская революция 1789 года стала практическим воплощением многих из этих идей.
Но довольно быстро проявились противоречия между устремлениями буржуазии и наёмных рабочих, которые увеличивались по мере роста капитализма. Весь XIX и начало XX веков прошли в конфликтах между бывшими союзниками, ставшими антиподами. Кульминацией стал ряд европейских революций в конце Первой мировой войны, в том числе Октябрьская революция 1917 года в России.

## Виды и типы
В зависимости от сферы приложения капитала буржуазия подразделяется на:
- промышленную
- торговую
- банковскую (финансовую)
- сельскую

При классификации буржуазии по размеру собственности выделяют:
- крупную
- среднюю
- мелкую

Крупная и средняя буржуазия обычно используют наёмный труд в значительных количествах, мелкая буржуазия его применяет ограниченно (например, только сезонно) или обходится без него.

## Буржуазия в России

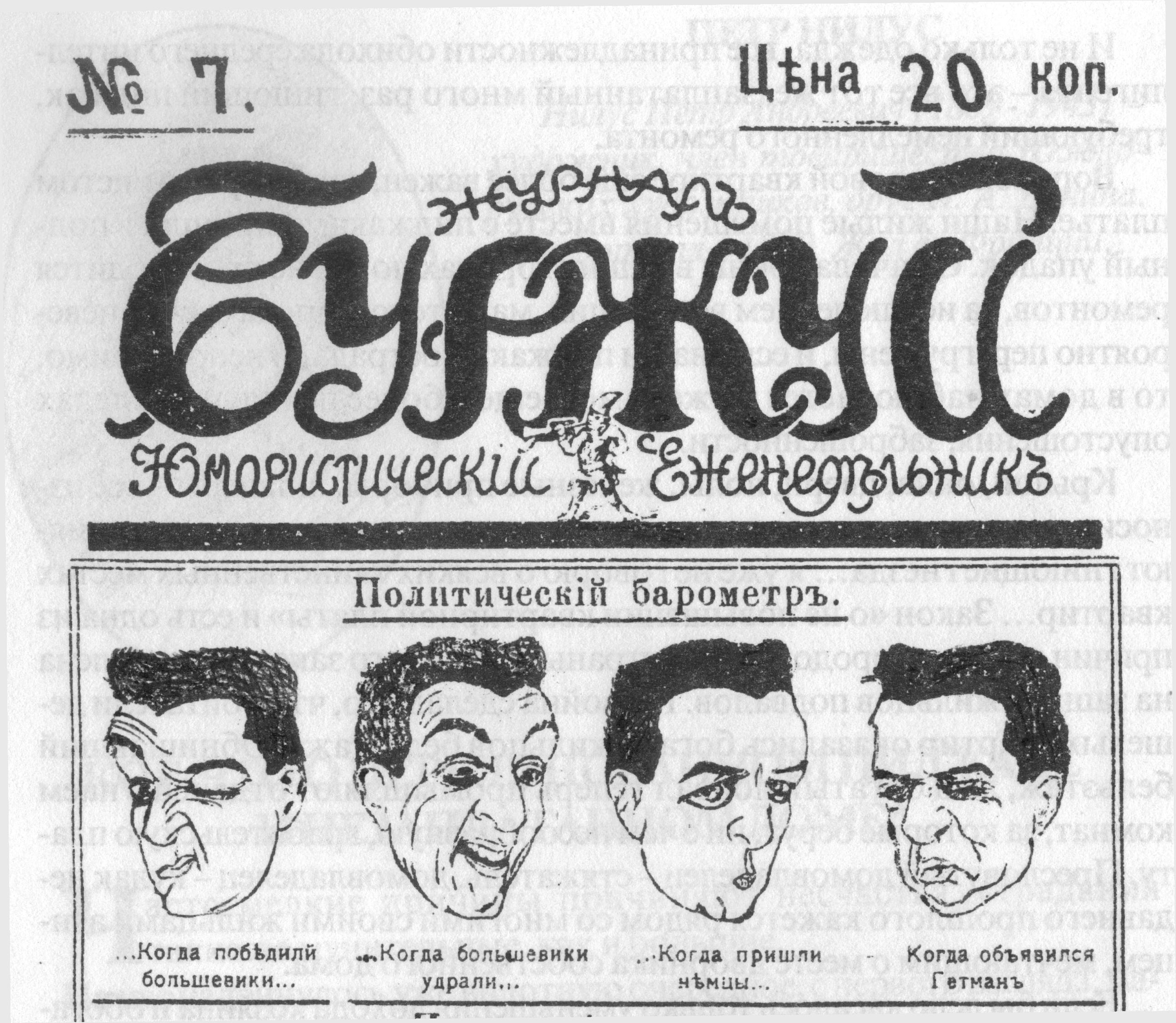
Буржуй — одесский журнал. Май 1918

В Российской империи, в силу особенностей социально-экономического развития, формирование класса буржуазии имело свою специфику. Буржуазия с XVII в. формировалась при прямом участии и поддержке государства, находилась в тесной связи с дворянством и крайне редко выражала свои собственные политические интересы, сторонясь участия в политике, несмотря на рост экономического могущества класса в начале XX века. Так, например, российская буржуазия в массе не считала своими партии октябристов и особенно кадетов, предпочитая компромисс с высшим чиновничеством и аристократией.
Впервые в русской печати слово «буржуй» употребил И. С. Тургенев в романе «Новь» (1877), при этом в переписке это слово он употреблял и раньше (в письме к А. Фету от 24 февраля (7 марта) 1872 года).
После Октябрьской революции 1917 года буржуазия была насильственно отстранена от владения собственностью и перестала существовать как класс. Было провозглашено строительство бесклассового общества. Однако Л. Д. Троцкий в своей знаменитой работе «Преданная революция» заявлял, что руководящая партийная, советская и колхозная бюрократия живёт во вполне буржуазных условиях и ведут себя как буржуазия. Многие западные авторы придерживались такой же точки зрения. Однако реальной частной собственности в СССР не было — средства производства были государственными или коллективными, а должности не были наследуемыми. Да и реальные доходы служащих зачастую зависели не от результатов экономической деятельности управляемых подразделений, а от должностного оклада.

## Образ буржуазии в литературе и искусстве

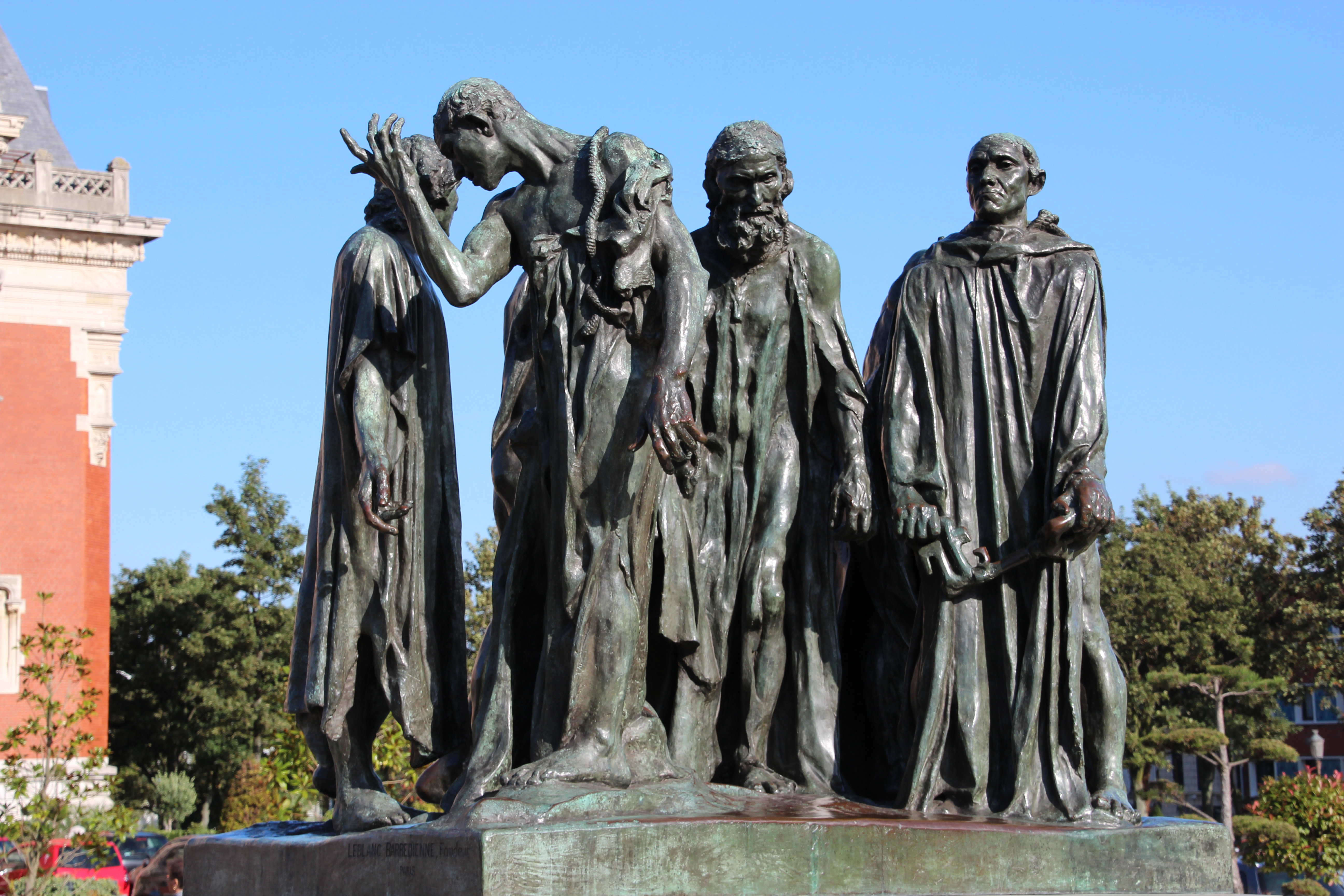
«Горожане Кале» Огюста Родена

- Мещанская драма (буржуазная драма) — театральный жанр, появившийся в XVIII веке.
- «Мещанин во дворянстве» (фр. «Le bourgeois gentilhomme») — пьеса Жан-Батист Мольера
- «Горожане Кале» (фр. «Les bourgeois de Calais») — скульптура Огюста Родена
- «Ешь ананасы, рябчиков жуй, день твой последний приходит, буржуй». Двустишие Владимира Владимировича Маяковского, включённое им в поэму «Владимир Ильич Ленин» (1924), ставшее крылатым выражением, означающем угрозу в адрес слишком зарвавшегося человека.
- Сказка о Военной тайне, о Мальчише-Кибальчише и его твёрдом слове — детское художественное произведение советского писателя Аркадия Гайдара
- «Скромное обаяние буржуазии» — фильм режиссёра Луиса Бунюэля (1972)
- «Мелкий-мелкий буржуа» — фильм режиссёра Марио Моничелли (1977)